# 1037 Davidweilla
1037 Davidweilla este un asteroid din centura principală, descoperit pe 29 octombrie 1924, de Veniamin Jehovski.